# Ребекка Маккай
Ребе́кка Макка́й (англ. Rebecca Makkai: народилася 20 квітня 1978) — американська романістка та авторка оповідань. Авторка книжок «Ті, що вірили» (2018) і «Я маю до тебе кілька запитань» (2023), які позитивно сприйняли критики та які отримали такі нагороди: Книжкова премія Los Angeles Times за художню літературу, медаль Ендрю Карнегі та книжкова премія Libby Book.

## Молодість та освіта
Маккай виросла у Лейк-Блафф, штат Іллінойс. Вона дочка професорів лінгвістики Валері Беккер Маккай та Адама Маккая, біженця до США після Угорської революції 1956 року. Її бабуся по батьковій лінії Рожа Ігнац, була актрисою та романісткою в Угорщині. Її дідусь по батьковій лінії Янош Маккай, був журналістом і політиком і, як член угорського парламенту, був основним парламентським автором Другого єврейського закону Угорщини 1939 року, перш ніж переглянув свої погляди та був ув’язненим гестапо. Його суперечлива спадщина — це тема, про яку Маккай багато писала як у художній літературі, так і в есеях. Маккай закінчила Академію Лейк-Форест і навчалася в Університеті Вашингтона та Лі, де здобула ступінь бакалавра англійської мови. Пізніше здобула ступінь магістра в школі англійської мови Bread Loaf College Міддлбері.

## Кар'єра

### Художня література
Дебютний роман Маккай «Позичальник» вийшов у червні 2011 року. Ця книжка увійшла до десятки найкращих дебютів за версією Booklist, була вибором Indie Next, вибором  журналу O, Oprah Magazine і одним із виборів журналу Чикаго у номінації «найкраща художня література 2011 року». Його було перекладено дванадцятьма мовами.
Дія її другого роману, «Столітній будинок», розгортається в північному передмісті Чикаго, він вийшов у видавництві Viking Press/ Penguin Random House в липні 2014 року. Він отримав відгуки із зірочками від Booklist, Publishers Weekly та Library Journal. Книжка отримала нагороду «Роман року» 2015 року від Асоціації письменників Чикаго та була названа найкращою книгою 2014 року за версією BookPage.
Дія третього роману Маккай, «Ті, що вірили», розгортається під час епідемії СНІДу в Чикаго 1980-х років, він вийшов у видавництві Viking/Penguin Random House у червні 2018 року. Роман «Ті, що вірили» виграв медаль Ендрю Карнегі 2019 року і став фіналістом Національної книжкової премії 2018 року за художню літературу . Він також був фіналістом Пулітцерівської премії за художню книгу 2019 року і отримав Книжкову премію Los Angeles Times, премію ALA Stonewall і премію Chicago Review of Books.
2024 року The New York Times внесла роман «Ті, що вірили» до «100 найкращих книг 21 століття». Роман також посів 28 місце у відповідному списку «Вибір читачів».
Четвертий роман Маккай, «Я маю до тебе кілька запитань», вийшов у видавництві Viking у лютому 2023 року, і дебютував під номером три в списку бестселерів New York Times.
Дебютна збірка оповідань Маккай «Музика війни» вийшла у видавництві Viking у червні 2015 року. У рецензії з зірочкою Publishers Weekly сказано: «Хоча ці історії чергуються у часі між Другою світовою війною та сучасністю, усі вони розгортаються, як описано в оповіданні «Експозиція», «у межах людського серця» — території, яку авторка досліджує напрочуд майстерно» Kansas City Star писав, що «якщо якусь авторку оповідань можна вважати рок-зіркою цього жанру, то це Ребекку Маккай».
Її оповідання ввійшли до антологій The Best American Short Stories 2008, 2009, 2010 і 2011, а також у The Best American Nonrequired Reading 2009 і 2016; вона здобула Pushcart Prize 2017,  NEA Creative Writing Fellowship 2014(вартістю  US$25 000) і Грант Ґуґґенгайма 2022. Художні твори Маккай також виходили в The New Yorker, Plowshares, Tin House, The Threepenny Review, New England Review і Shenandoah. Її публіцистичні статті публікували в Harpers, Salon.com і The New Yorker. Оповідання Маккай також звучали в програмах Selected Shorts та This American Life на Public Radio International.

### Викладання
Маккай викладала у Майстерні письменників штату Айова та працює на факультетах МЗС Беннінгтон-коледжу та Північно-західного університету. Вона є художньою керівницею StoryStudio Chicago. Маккай також викладала у коледжі Лейк-Форест і обіймала посаду професорки кафедри творчого письма Маккі  в коледжі Белойт у Вісконсині.

## Особисте життя
Має двох дітей і живе в Лейк-Форест, штат Іллінойс. Вона зустріла свого чоловіка Джона Фрімена в Bread Loaf.

## Нагороди та відзнаки
| Year | Title                         | Award                           | Category                               | Result         | Ref.          |
| ---- | ----------------------------- | ------------------------------- | -------------------------------------- | -------------- | ------------- |
| 2017 | The George Spelvin Players    | Pushcart Prize                  | —                                      | Перемога       | [ 32 ]        |
| 2018 | Ті, що вірили                 | Chicago Review of Books Award   | Художня література                     | Фіналіст       | [ 19 ]        |
| 2018 | Ті, що вірили                 | Goodreads Choice Award for      | Історична белетристика                 | Nominated—20th | [ 33 ]        |
| 2018 | Ті, що вірили                 | Los Angeles Times Book Prize    | Художня література                     | Перемога       | [ 17 ]        |
| 2018 | Ті, що вірили                 | National Book Award             | Художня література                     | Фіналіст       | [ 15 ]        |
| 2019 | Ті, що вірили                 | Медаль Ендрю Карнегі            | Художня література                     | Перемога       | [ 14 ]        |
| 2019 | Ті, що вірили                 | Chicago Tribune Heartland Prize | Художня література                     | Перемога       | [ 34 ]        |
| 2019 | Ті, що вірили                 | Пулітцерівська премія           | Пулітцерівська премія за художню книгу | Фіналіст       | [ 16 ]        |
| 2019 | Ті, що вірили                 | RUSA Notable Books              | Художня література                     | Збірка         | [ 35 ] [ 36 ] |
| 2019 | Ті, що вірили                 | Stonewall Book Award            | Література                             | Перемога       | [ 18 ]        |
| 2023 | Я маю до тебе кілька запитань | Goodreads Choice Awards         | Детектив і трилер                      | Nominated—9th  | [ 37 ]        |
| 2023 | Я маю до тебе кілька запитань | Heartland Booksellers Award     | Художня література                     | У шорт-листі   | [ 38 ]        |
| 2023 | Я маю до тебе кілька запитань | Libby Book Award                | Аудіокнига                             | Перемога       | [ 39 ]        |
| 2024 | Я маю до тебе кілька запитань | Aspen Words Literary Prize      | —                                      | Довгий список  | [ 40 ]        |
| 2024 | Я маю до тебе кілька запитань | Carol Shields Prize for Fiction | —                                      | Довгий список  | [ 41 ] [ 42 ] |

### Романи
- Позичальник (2011, Вікінг)
- Столітній будинок (2014, вікінг)
- Ті, що вірили (2018, Вікінг)
- Я маю до тебе кілька запитань (2023, Viking)

### Збірки оповідань
- Музика війни (2015, Viking)

## Переклади українською
- Маккай, Ребекка (2025). Ті, що вірили. Переклад: Стець, Сергій. Artbooks. с. 512. ISBN 978-617-5233-68-9.
- Маккай, Ребекка (2024). Я маю до тебе кілька запитань. Переклад: Сауляк, Олександра. Artbooks. с. 448. ISBN 9786175232255.